# KAFF auch Mare Crisium

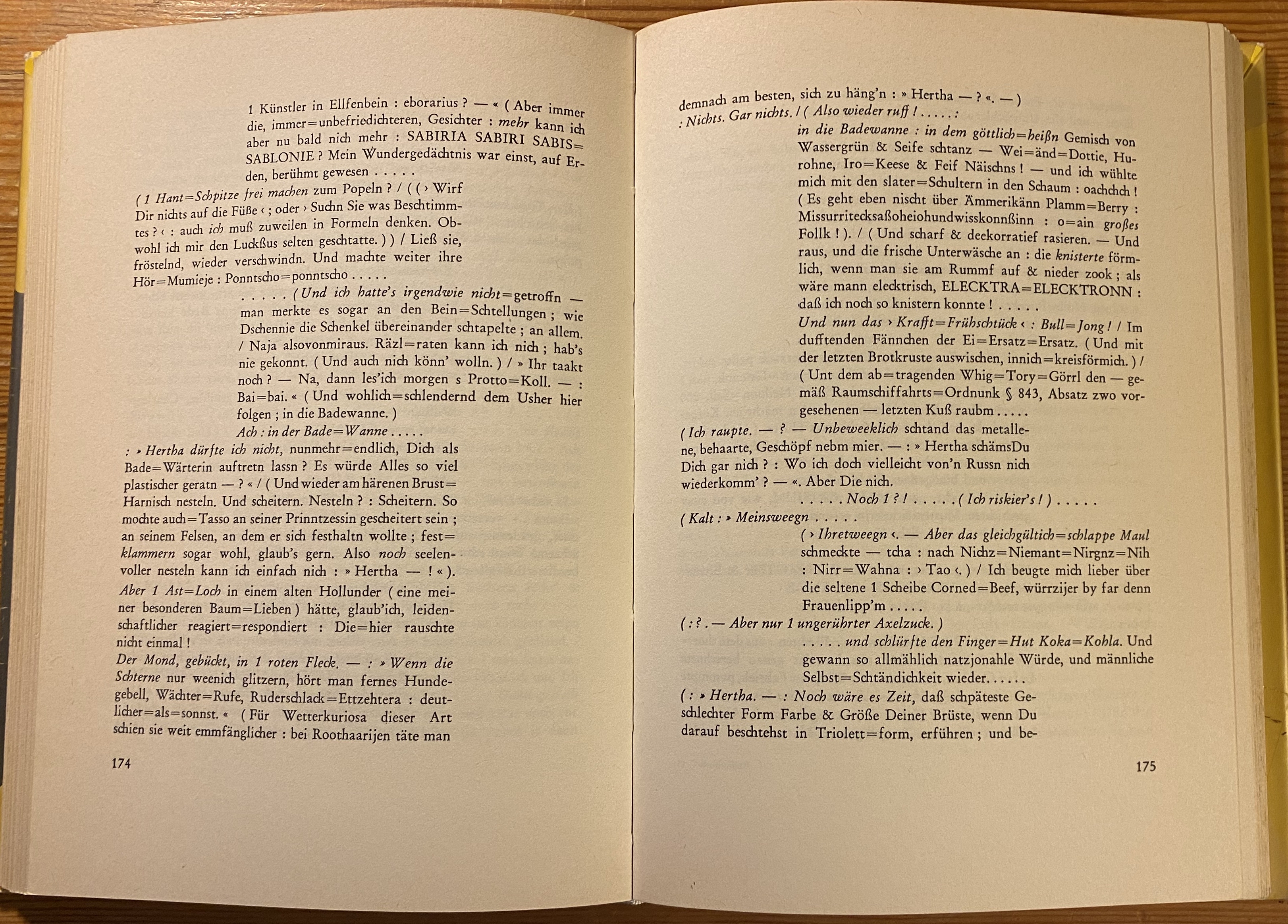
Doppelseite aus dem Faksimile der Erstausgabe

KAFF auch Mare Crisium ist ein 1960 erschienener Roman von Arno Schmidt. Das Werk ist formal das Bindeglied zwischen Schmidts früherem Erzählwerk und seinem Spätwerk.

## Inhalt
Der Roman spielt, wie der Titel andeutet, auf zwei Handlungsebenen, die auch im Druck voneinander unterschieden werden, aber auf vielfältige Weise miteinander verschränkt sind, und in zwei Zeiten: einmal im Oktober 1959 in dem „Kaff“ Giffendorf in der Lüneburger Heide, zum anderen 1980 auf dem Mond.
Auf der ersten Handlungsebene besucht kurz nach dem „Sputnikschock“ von 1957 Karl Richter, ein Lagerbuchhalter und Autodidakt von 46 Jahren, mit seiner dreißigjährigen Freundin, der Musterzeichnerin Hertha Theunert, per BMW Isetta seine verwitwete sechzigjährige, rüstige und heidnisch-weltkluge Tante Heete in Giffendorf, einem fiktiven niedersächsischen Weiler. Das Paar geht spazieren, isst und trinkt, besucht eine Schultheateraufführung, hat Geschlechtsverkehr, schläft und träumt, macht einen Ausflug nach Hankensbüttel, führt Gespräche mit Tante Heete über Politik, Literatur und Sexualität und fährt schließlich zurück ins heimische Nordhorn.
Währenddessen erzählt der phantasiereiche, besserwisserische und herzkranke Karl – eine für Schmidts Erzählwerk typische Figur, die Züge des Autors trägt – seiner gehemmten, von ihren Erfahrungen der Vertreibung aus Niederschlesien traumatisierten Freundin partienweise eine dystopische Geschichte, die in der näheren Zukunft der 1980er Jahre auf dem Mond spielt und die die zweite Handlung des Buches ausmacht: Nachdem die Erde in einem Atomkrieg unbewohnbar geworden ist, leben dort nur noch ein paar tausend US-amerikanische und sowjetische Wissenschaftler (zumeist Männer) in zwei Siedlungen im Mare Crisium. Man ist technisch einerseits bestens ausgerüstet, andererseits fehlen einfachste Produkte fast völlig, wie z. B. Papier. Überdies führt man starrsinnig den Kalten Krieg weiter.
Eingeblendet in die Mond-Handlung sind zwei Epen-Parodien, mit denen die Gegner einander geistig imponieren wollen: Die Amerikaner bedienen sich des „Nibelungenliedes“ für eine Schilderung des Heldentodes der NATO-Truppen bei der Eroberung West-Berlins durch die Russen (Ausbruch des Dritten Weltkrieges); die Russen benutzen Johann Gottfried Herders Versepos Cid für ein Heldenlied über ihren Siegeszug gegen die Deutschen von Stalingrad bis Berlin.
Am Ende des Romans bietet Tante Heete den beiden an, zu ihr zu ziehen. Man könne gemeinsam vom Erlös der Äcker leben, die sie als Bauland verkaufen will, sodass beide nicht mehr in der Fabrik arbeiten müssten und Karl sich seinen literarischen Ambitionen widmen könne. Als Bedingung nennt sie Heirat und anschließende Kinderlosigkeit von Karl und Hertha. Beide reagieren nachdenklich, aber unentschlossen. Das Ende des Romans bleibt offen.

## Prosa-Besonderheiten
Die außerordentlich realistischen Ereignisse beider Ebenen werden jeweils aus der Perspektive einer Person (Karl Richter beziehungsweise seines Doubles, des amerikanischen Schiefertafelmachers [wegen des Papiermangels] und Bibliothekars Charles Hampden) erzählt. Dabei nähert sich der zugleich vielfach komische und verzweifelte Roman mitunter einem Bewusstseinsstrom.
Wie bereits in früheren Werken teilt Schmidt die Handlung in kleine Stücke von etwa fünf bis zehn Zeilen, die je mit kursiv gedruckten Sätzen/Impressionen eingeleitet werden. Er hält sich in diesem Werk zum ersten Mal entschlossen nicht mehr an die Standard-Rechtschreibung, sondern gibt Sprache oft lautmalerisch wieder, bemerkbar etwa am niederschlesischen Dialekt Herthas oder am niederdeutschen Akzent Tante Heetes:
(Und Hertha hoch! – Und begierich) : »OchtanndteDu : Hatt’er amall welche geschriebm?«. – »Ass Jung’ – so mit 17, 18? – : jaa.« saachte Tanndte Heete gemütlich : »Och wenn ich suchn würt – ich könndda vielleicht noch n paa von finn’n –«; und, immer boshafter & zärtlicher : »Kummahärda wie hüpsch’as aussieht, wenn’n Mann von Secksunnvirrzich so rot wird.«
Schmidt erfindet Wortgebilde wie „Roh-Mann-Tick“ für Romantik, „Begreepniß“ für Begräbnis oder „gleich sex & firz ich“ für gleich 46. Angeregt von Klopstocks Grammatischen Gesprächen (1794) und James Joyce’ Finnegans Wake nimmt er aller Orthographie spottende Schreibungen vor, die zum einen auf die kauzige Aufsässigkeit des Protagonisten Karl Richter, andererseits auf historische Inkonsequenzen und daraus resultierender Unstimmigkeiten unserer Rechtschreibung abstellen, woraus Schmidt witzig Kapital schlägt.
Auch werden ganze Batterien typographischer Zeichen benutzt, um Mimik, Redepausen und Gesten der Personen auszudrücken.
:! – / : ! ! – / : ! ! ! – (Karl will Hertha wecken.)
Das Buch enthält ein „Vorwort“ („gez. D. Martin Ochs“ vom „Individuumsschutzamt“), in dem Schmidt ironisch auf die Anklage wegen Gotteslästerung gegen ihn anspielt. Wer Beleidigungen, Lästerungen oder Ähnliches in das Buch „hineinzukonstruieren“ versuche, werde des Landes verwiesen; und:
Wer nach ‹Handlung› und ‹tieferem Sinn› schnüffeln, oder gar ein ‹Kunstwerk› darin zu erblicken versuchen sollte, wird erschossen.
Das Wort „Kaff“ kann in norddeutscher Mundart auch „Spreu“ bedeuten.

## Hörbuch
2004 erschien eine Hörbuchfassung in zehn CDs, gesprochen von Jan Philipp Reemtsma.

### Textausgaben
- Kaff auch Mare Crisium, Stahlberg, Karlsruhe 1960 (Erstausgabe; Reprint: S. Fischer, Frankfurt 1984)
- Kaff auch Mare Crisium, Fischer Taschenbuch, Frankfurt a. M., 1970 (mehrere Auflagen, Neuausgabe 1994)
- Kaff auch Mare Crisium, in: Arno Schmidt, Bargfelder Ausgabe, Werkgruppe I, Bd. 3. Haffmans, Zürich 1987, S. [7]–277
- Kaff auch Mare Crisium, Suhrkamp, Frankfurt a. M. 2004

### Sekundärliteratur
- Rainer Baasner: »Silberschlack«. Zur Bedeutung des wissenschaftshistorischen Bezugsfeldes in ›Kaff‹. In: Bargfelder Bote Lfg. 101–103, (März 1986), S. 34–40.

- Gregor Eisenhauer: Die Rache Yorix: Arno Schmidts Poetik des gelehrten Witzes und der humoristischen Gerichtsbarkeit. Niemeyer, Tübingen 1992, ISBN 3-484-18122-2

- Roswitha M. Jauk: Längeres Gedankenspiel und Dystopie. Die Mondfiktion in Arno Schmidts Roman ›Kaff auch Mare Crisium‹. Erlangen, Jena, Palm & Enke 2000

- Thomas Lautwein: Muthu Emausai – Karl Richters Traum in „Kaff“ und seine Quellen. In: Bargfelder Bote, Lfg. 156–157 (August 1991), S. 3–16.

- Carsten Scholz: »Ich lese nichts Geschriebenes mehr.« Literarisierte Mündlichkeit in Arno Schmidts ›Kaff auch Mare Crisium‹. Bielefeld, Aisthesis 1997.